# 田山真輔
田山 真輔（たやま しんすけ、1982年10月18日 - ）は、静岡県富士宮市出身のスケルトン選手。静岡県富士宮市立大富士中学校、静岡県立富士宮北高等学校、愛知みずほ大学人間学部人間環境学科卒。システックススケルトンクラブ所属。

## 人物
カートを主にやっておりレーサーを目指していたが、経済的理由で断念。その後大学時代にテレビでボブスレーを知りそのスピードとオリンピックに憧れて競技生活を始め、その後スケルトンへと転向することになる。
2007年6月21日に、メインスポンサーであるシステックスのもと、越和宏選手、高橋弘篤選手とともにスケルトンクラブを設立に参加した。同時に、越和宏選手とトレーナー契約をしている松本整のスポーツクラブ・クラブコングでトレーニングを行っている。
2009年12月に行われた全日本スケルトン選手権大会で過去2回オリンピックに出場している越和宏と稲田勝を抑えて初優勝を成し遂げた。2010年バンクーバーオリンピック代表に選出され、結果は19位。

## 主な成績
2007-2008シーズン
- ヨーロッパカップ第3戦（イタリア・チェザーナ）：2位
- 全日本選手権（日本・長野）：4位

2009-2010シーズン
- 全日本選手権（日本・長野）：優勝
- バンクーバーオリンピック：19位（1回戦53.94、2回戦53.84、3回戦54.03、4回戦53.36）